# 捷列林齊
48°55′0″N 27°59′56″E / 48.91667°N 27.99889°E
捷列林齊（烏克蘭語：Телелинці），是烏克蘭的村落，位於該國西南部文尼察州，由日梅林卡區負責管轄，面積2.23平方公里，海拔高度287米，2001年人口545，人口密度每平方公里244.83人。